# Prosenchym

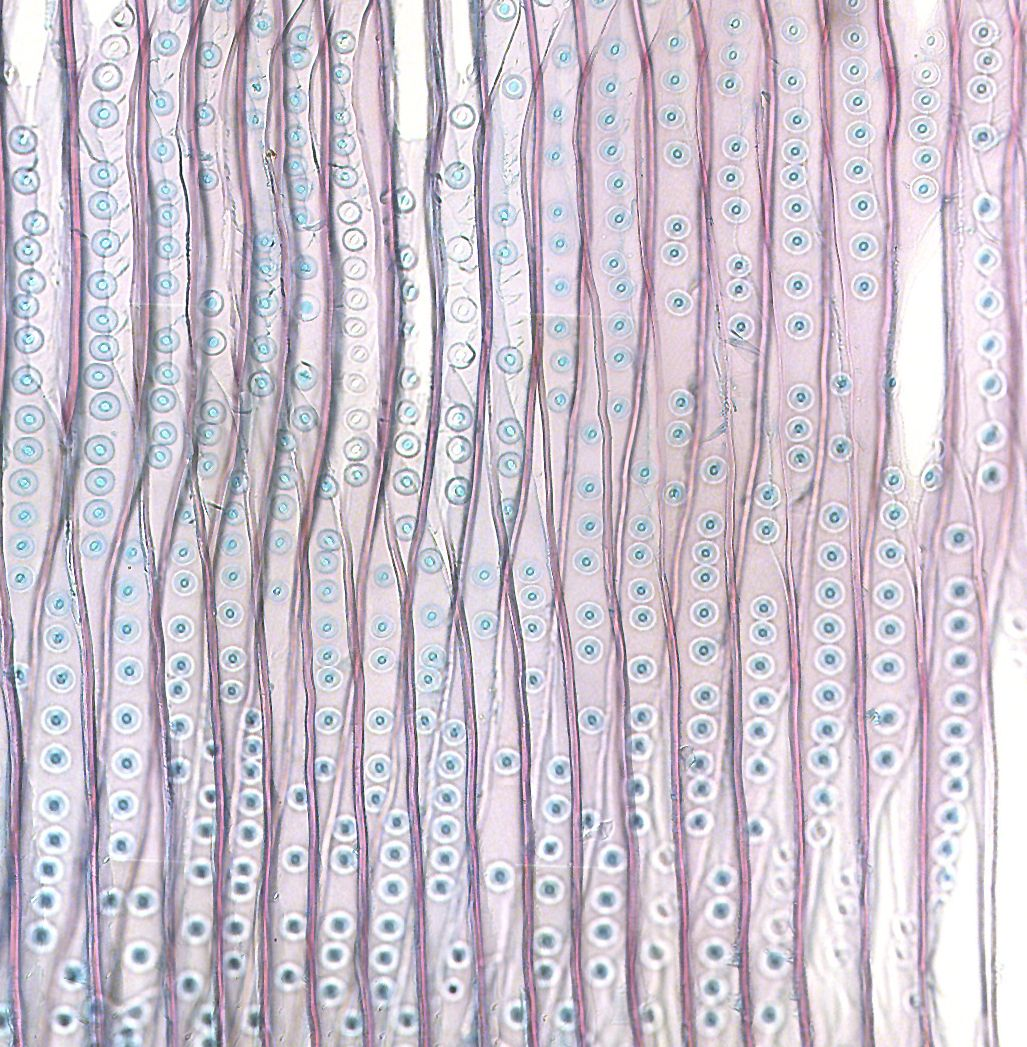
Tracheïden bij Abies concolor (lengtedoorsnede)

Prosenchym is een plantenweefsel dat bestaat uit langgerekte cellen, vaak vezels. Cellen worden prosenchymatisch genoemd als ze (zeer) langgerekt zijn, dus vele malen langer dan breed. 
Hout is prosenchymatisch weefsel. Sclerenchymvezels, houtvaten of tracheeën en tracheïden zijn langgerekt. De vezels zijn gelignificeerd en dienen ter versteviging van de plant en veelal voor het transport van water en mineralen. 
Isodiametrische (even lang als breed, rond of zeshoekig) cellen worden parenchymatisch genoemd.